# Jean Dollfus (1823-1911)
Jean Dollfus, dit Jean Dollfus fils, né le 2 décembre 1823 à Mulhouse et mort le 2 août 1911 à Paris, est un manufacturier et collectionneur d'œuvres d'art français.

## Biographie
Né à Mulhouse le 2 décembre 1823, Jean Dollfus est le fils d'Anne-Catherine Dollfus, née Bourcart, et de Jean Dollfus, membre d'une importante famille de manufacturiers de l'industrie textile locale, les Dollfus.
Après avoir été l'élève de Christian Lippe, qui tenait au château de Lenzbourg un établissement d'enseignement pratiquant la pédagogie de Pestalozzi, Jean Dollfus fils étudie pendant quelques années au sein de l'institution Massin, à Paris. Vers 1844, son père l'envoie en voyage d'études aux États-Unis et à Cuba.
En 1846, Jean Dollfus fils achète un tableau de Troyon, première pièce d'une collection d’œuvres d'art qu'il n'aura de cesse d'enrichir.
Le 30 mars 1848, il épouse à Paris une jeune hollandaise, protestante comme lui, Ida-Jacoba-Juliana Huyssen van Kattendijke (1831-1897), fille de Johan Willem Huyssen van Kattendijke (ou Kattendyke), ancien ministre des Affaires étrangères des Pays-Bas. À la mort de ce dernier, survenue en 1854, Jean Dollfus fils hérite de quelques toiles de l'école hollandaise.
Jean Dollfus fils et son épouse auront quatre enfants :
- Ernest Jean Guillaume (1852-1872), entomologue, en mémoire duquel son père fonde le prix Dollfus décerné à partir de 1873 par la Société entomologique de France ;
- Elisabeth Anna Ida Lilla (1854-1928), mariée en 1879 au docteur Henri Thorens (1844-1886) ;
- Adrien Frédéric Jules (1858-1921), zoologiste ;
- Marie Laure Julie (1859-19..), mariée en 1885 à Edgar de Laroy.

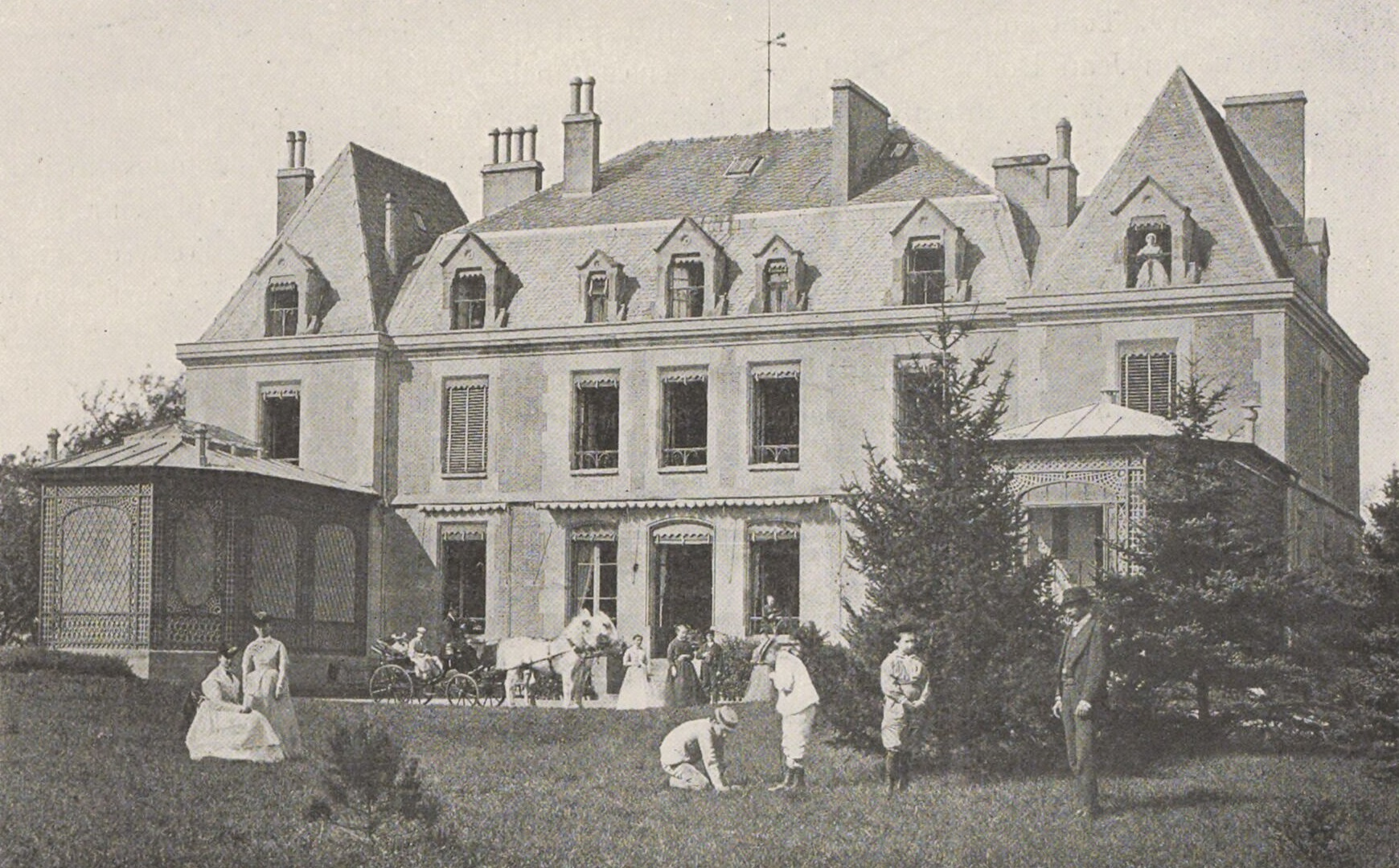
Le Geisbühl en 1869.

Appelé par son père à collaborer aux travaux de sa fabrique, Jean Dollfus fils s'installe entre 1854 et 1855 à Dornach, une petite ville voisine de Mulhouse, où est située l'entreprise familiale Dollfus-Mieg et Compagnie (DMC), et où il se fait construire une maison sur la colline appelée « Geisbühl ». Ce bâtiment, conçu par Viollet-le-Duc, est érigé sous la direction d'Émile Boeswillwald.
Associé de la société DMC depuis 1857, Jean Dollfus fils ne s'entend pas vraiment ni avec ses beaux-frères ni avec son père, si bien qu'il est exclu de la direction par un conseil de famille en 1863. Il quitte alors les affaires afin de s'adonner pleinement à sa passion pour l'art. Outre la peinture, qu'il pratique en amateur après avoir été l'élève de Louis Clément Faller, c'est surtout à l'acquisition d'œuvres d'art qu'il consacre son temps. S'il complète dans un premier temps sa collection de tableaux hollandais, il s'intéresse également à l'art français de son siècle. Sous les conseils du peintre et marchand d'art Moureaux, il entre ainsi en possession de toiles de Corot à partir de 1867. En 1869, il voyage en Allemagne et en Italie pour y acquérir des œuvres de la Renaissance.
Après la Guerre franco-allemande de 1870, qui fait passer l'Alsace sous la domination allemande, Jean Dollfus fils décide de quitter Dornach. Le Geisbühl est vendu à un membre de la famille, Gustave Dollfus, qui le cède peu de temps après à un membre de la famille Dollfus-Mieg. La maison sera finalement rachetée en 1882 par Jean Dollfus père pour y fonder un asile de vieillards (actuelle Fondation Jean Dollfus).

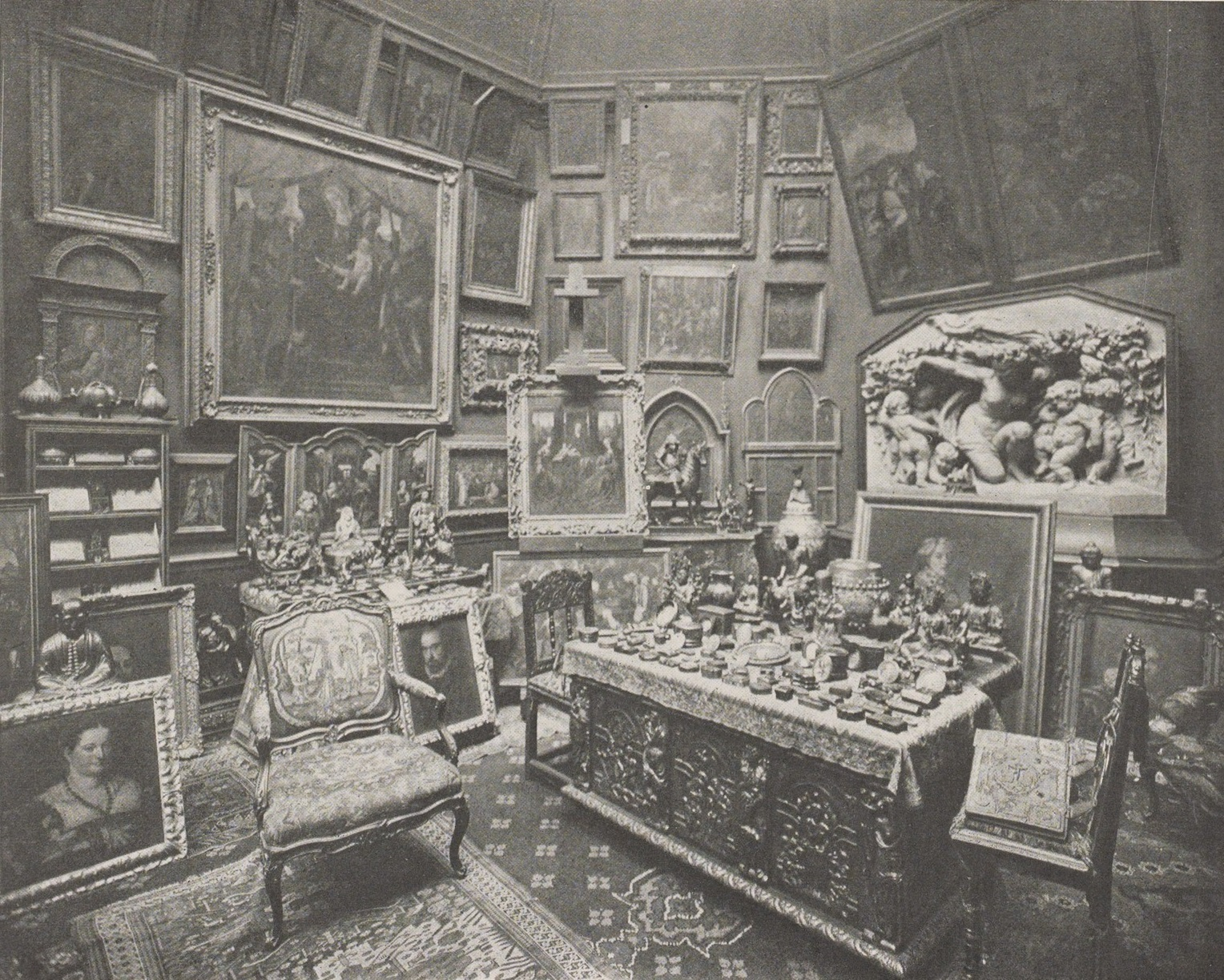
Galerie de l'hôtel de la rue Pierre-Charron (avant 1912).

Installé à Paris, Jean Dollfus fils habite toute d'abord au no 29 de l'avenue Montaigne, dans l'ancien hôtel du comte de Sartiges, mais sa collection y est bientôt à l'étroit. Par conséquent, il se fait construire un nouvel hôtel particulier en 1877, au no 55 de la rue de Morny (plus tard 35 rue Pierre-Charron puis avenue Pierre-Ier-de-Serbie), à l'angle de l'avenue Joséphine.
Outre des tableaux et objets d'arts européens, Jean Dollfus possède également des objets d'art asiatiques. Le catalogue de sa collection de netsuke est publié par son fils Adrien en 1889.
Jean Dollfus meurt le 2 août 1911. Il est inhumé au cimetière de Sainte-Adresse, près du Havre. Au printemps suivant, ses collections sont dispersées à l'occasion de quatre ventes aux enchères.

Quelques œuvres ayant appartenu à Jean Dollfus
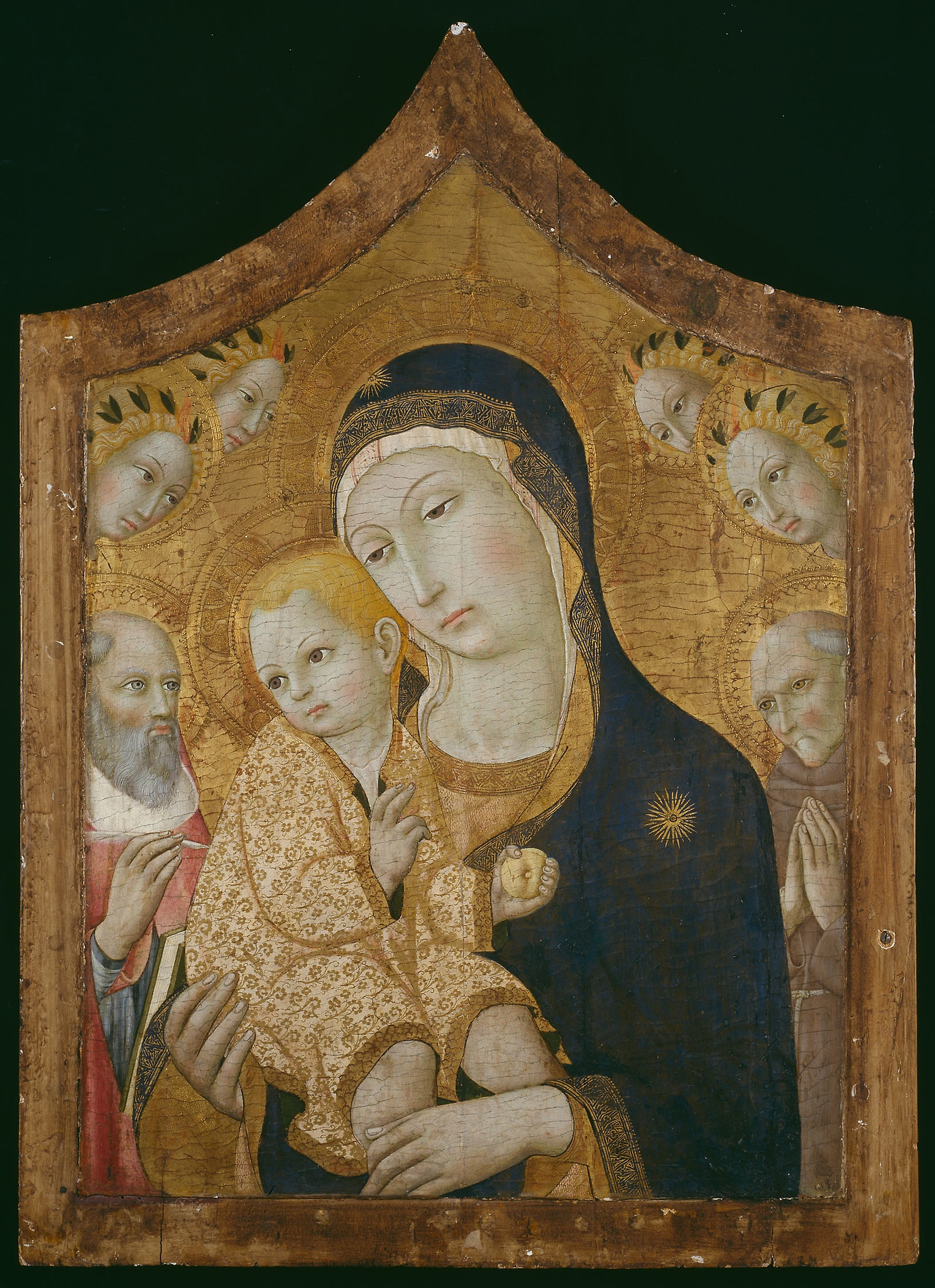
Sano di Pietro, Vierge à l'Enfant avec des anges et les saints Jerôme et Bernardin de Sienne, vers 1450-1460, Art Institute of Chicago.
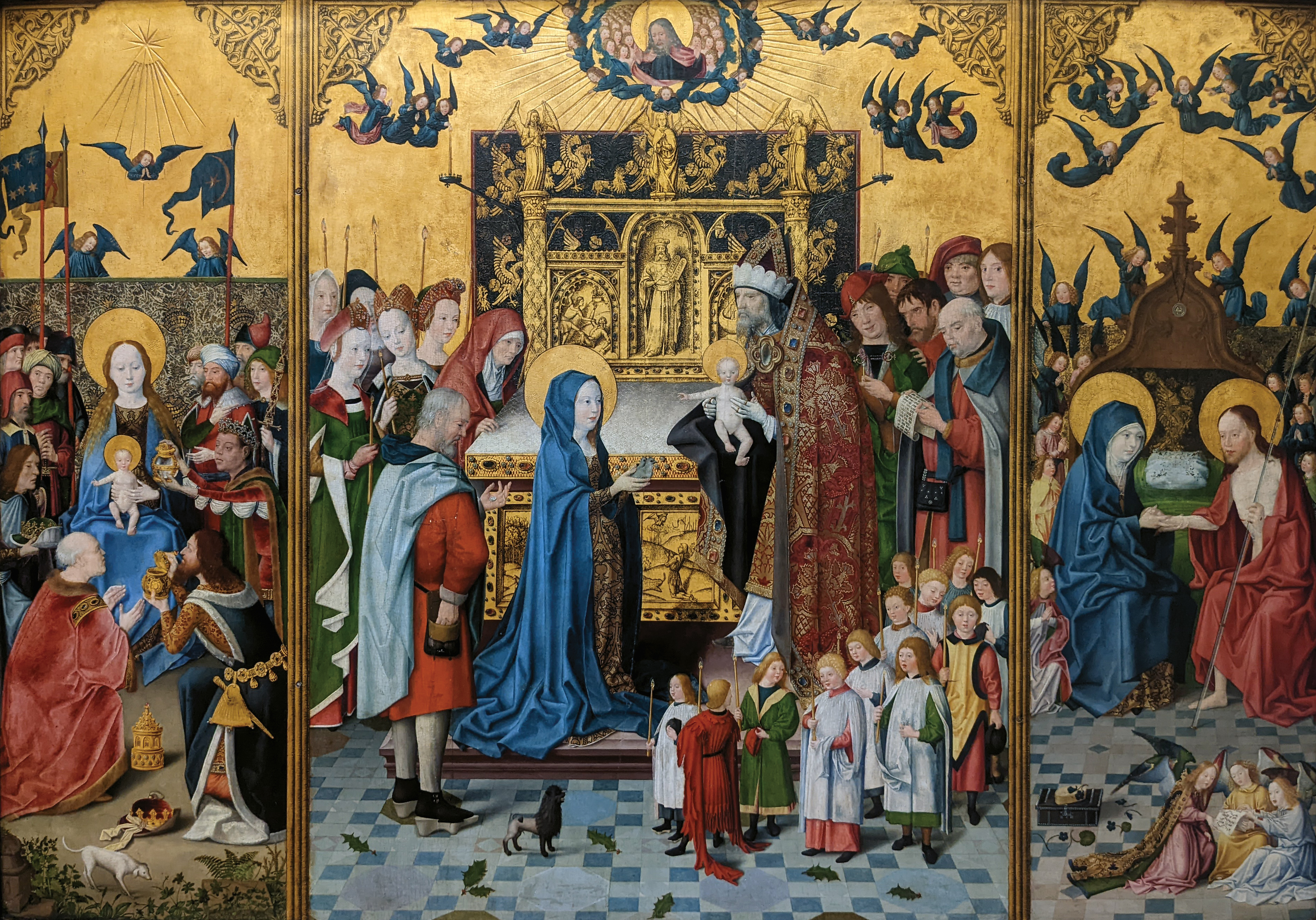
Maître de la Sainte Parenté le Jeune, Retable des Sept Joies de la Vierge, vers 1480, Paris, Musée du Louvre.
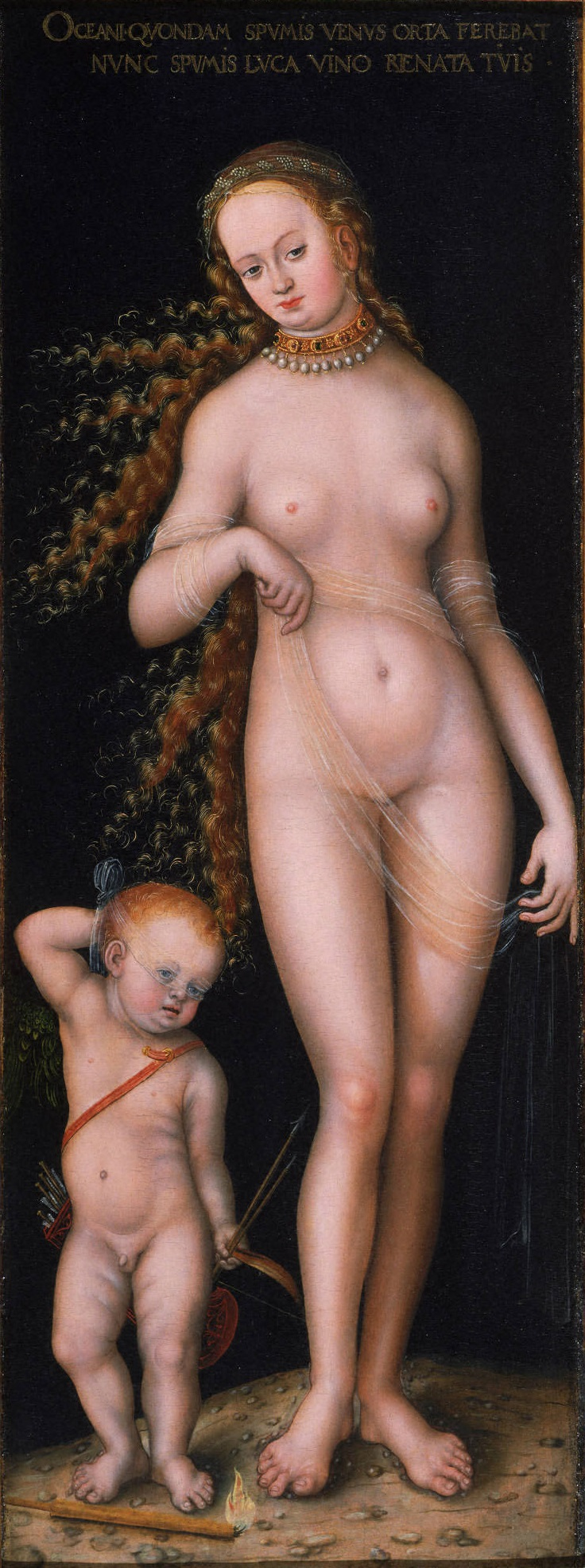
Lucas Cranach l'Ancien, Venus et l'Amour, vers 1518-1520, Musée d'Art de l'université de Princeton.
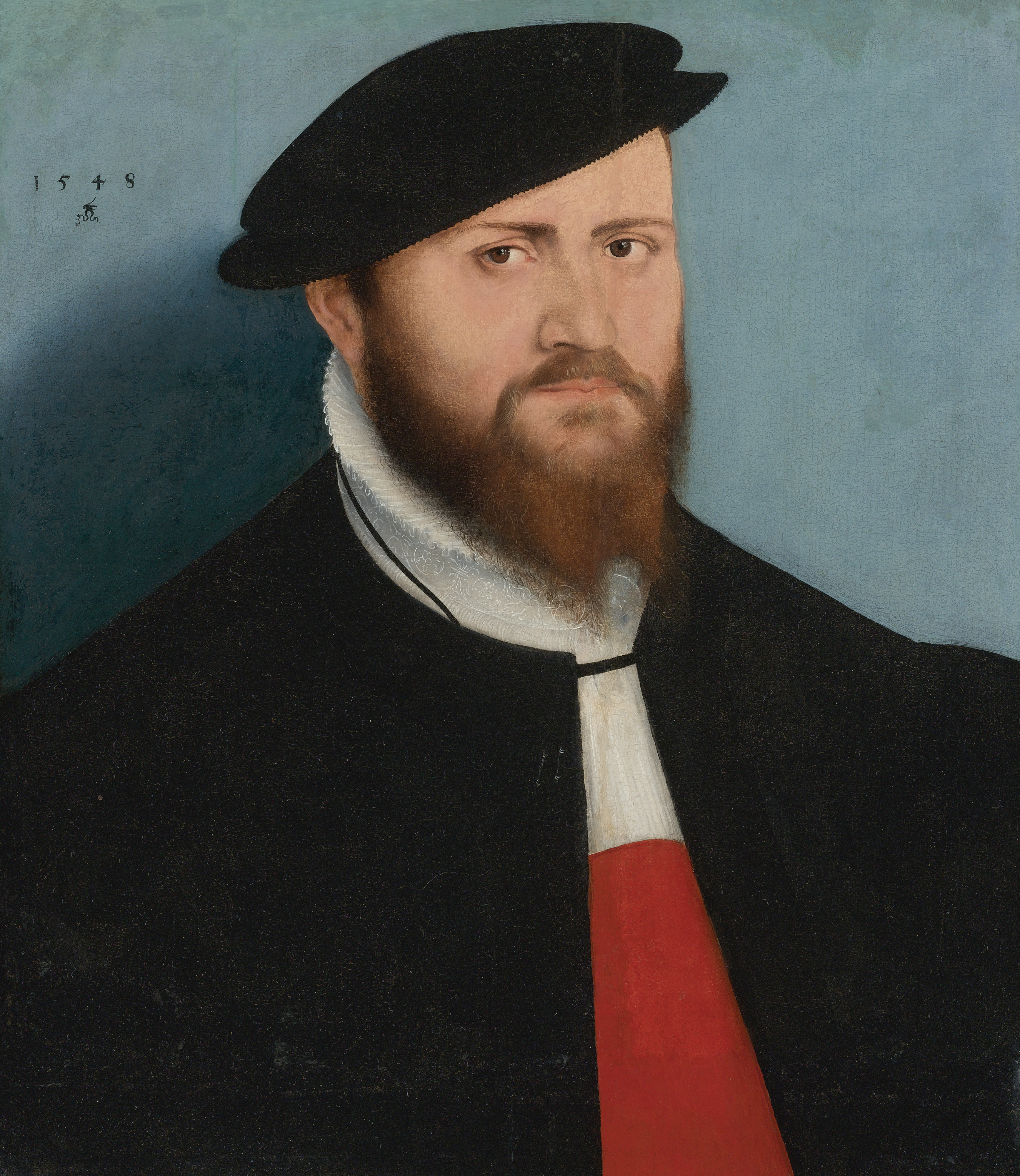
Lucas Cranach le Jeune, Portrait d'homme, 1548, collection particulière.
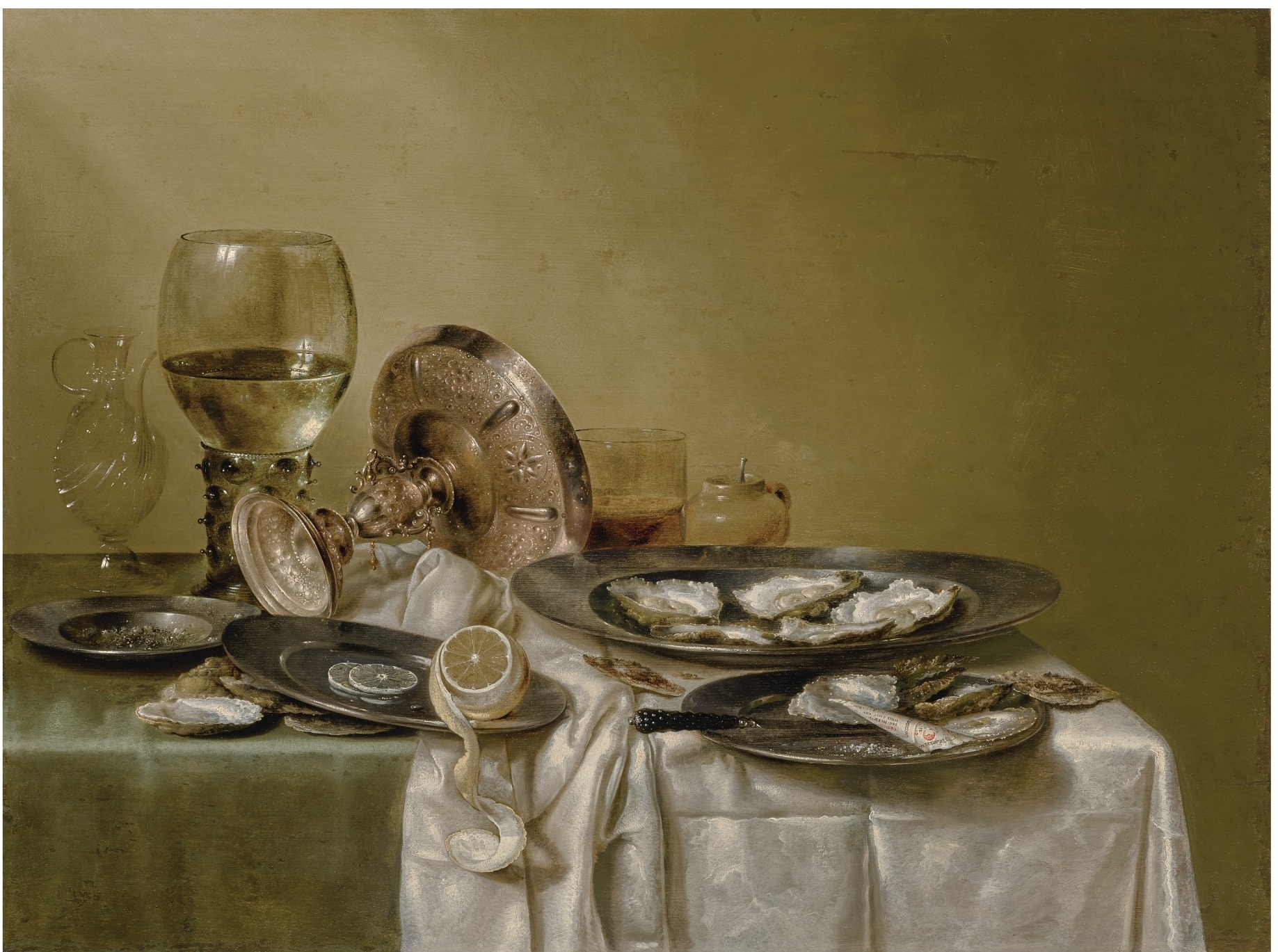
Willem Claeszoon Heda, Les Huîtres, 1635, collection particulière.
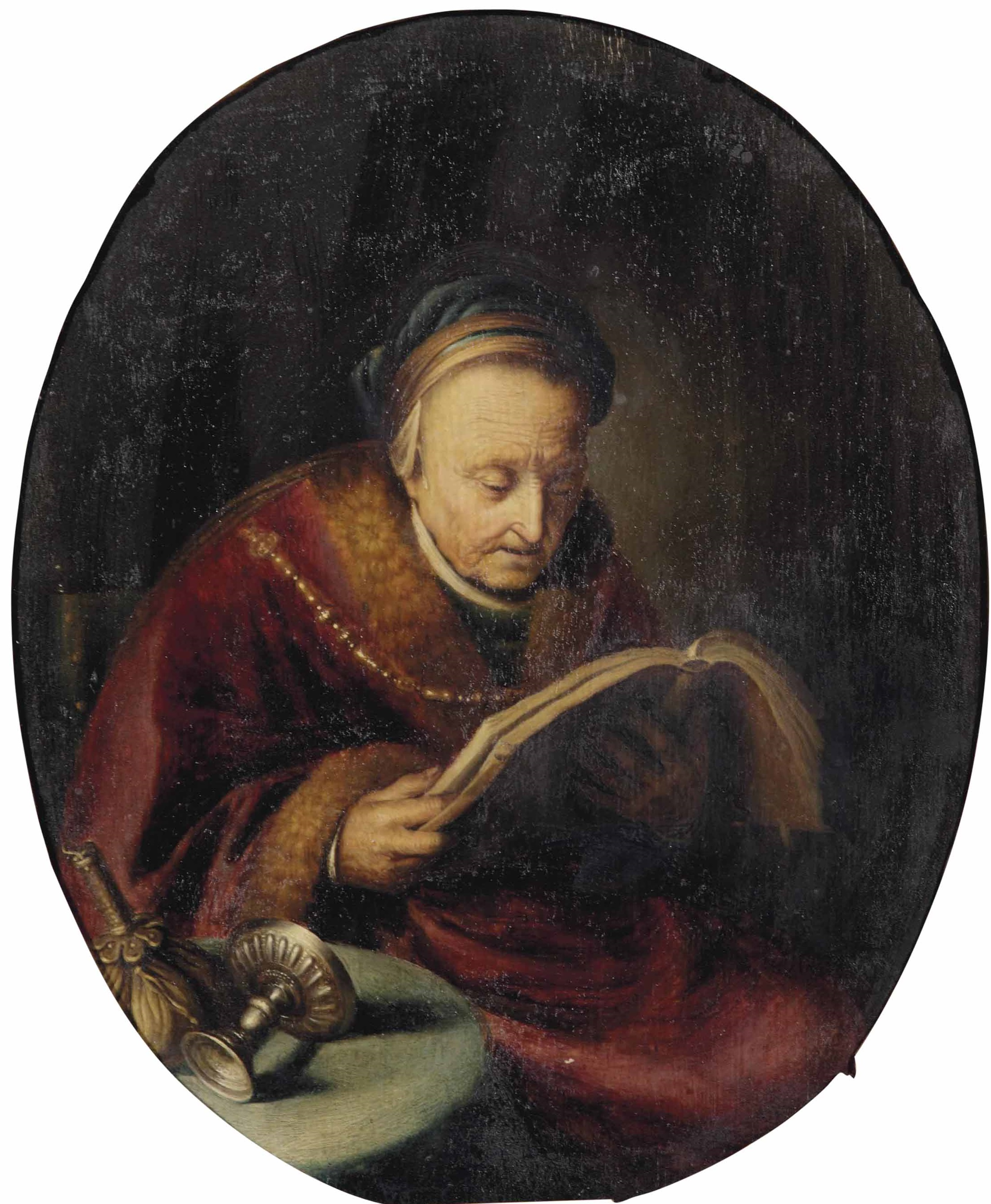
Entourage de Gérard Dou, Vieille femme lisant un livre, vers 1670, collection particulière.
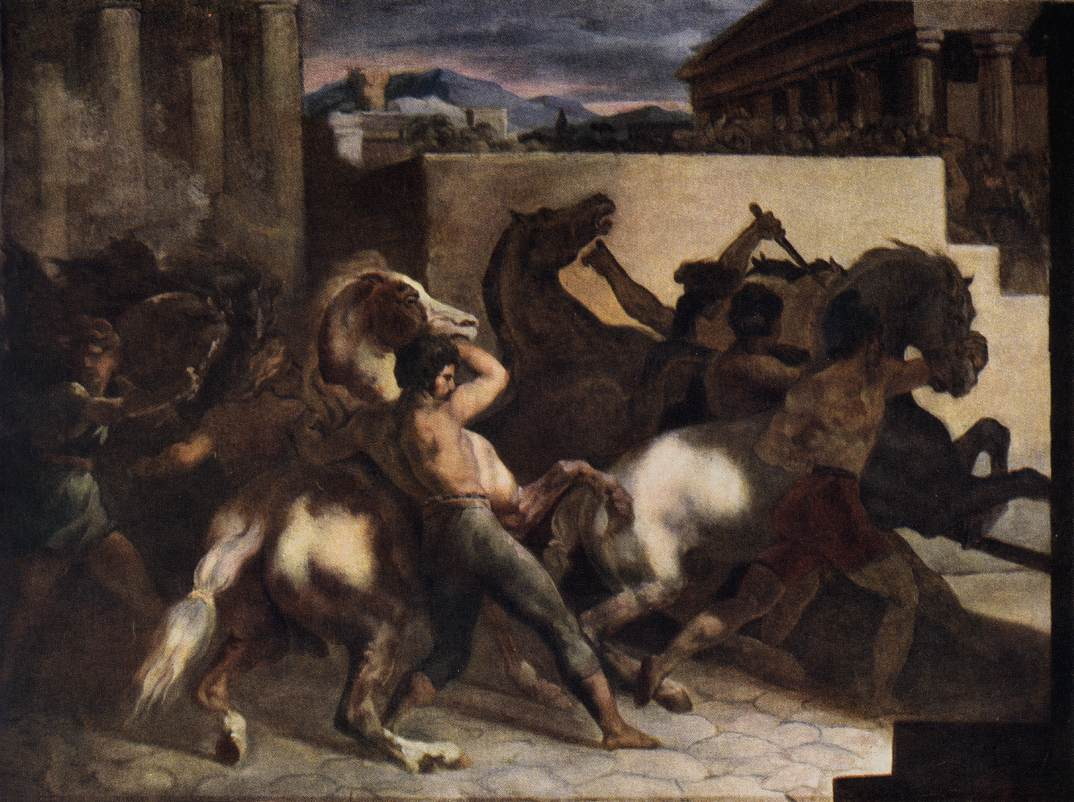
Théodore Géricault, Course de chevaux libres à Rome, vers 1817, Paris, Musée du Louvre.
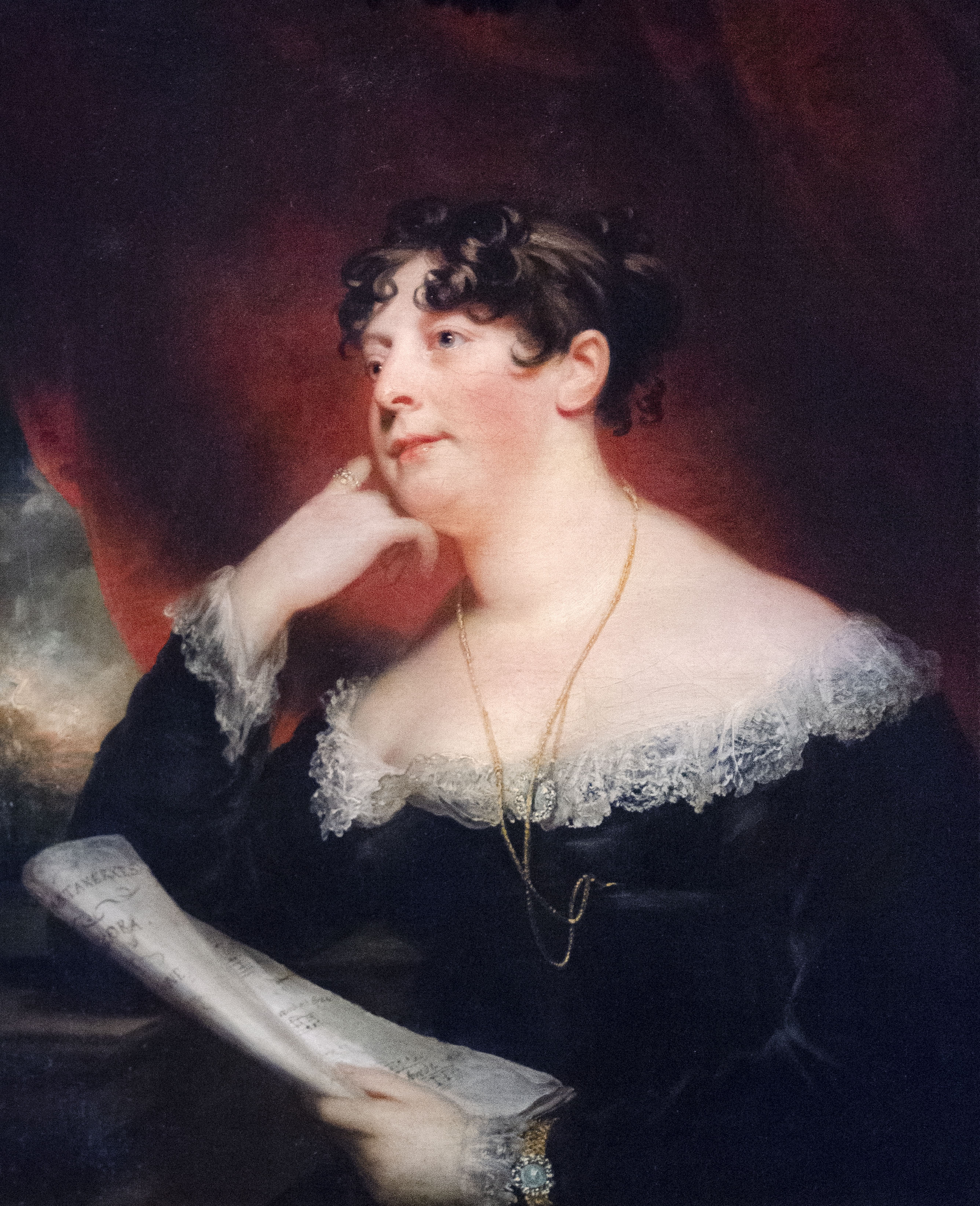
Thomas Lawrence, Portrait de la Comtesse d'Essex, vers 1825, Madrid, Musée Lázaro Galdiano.
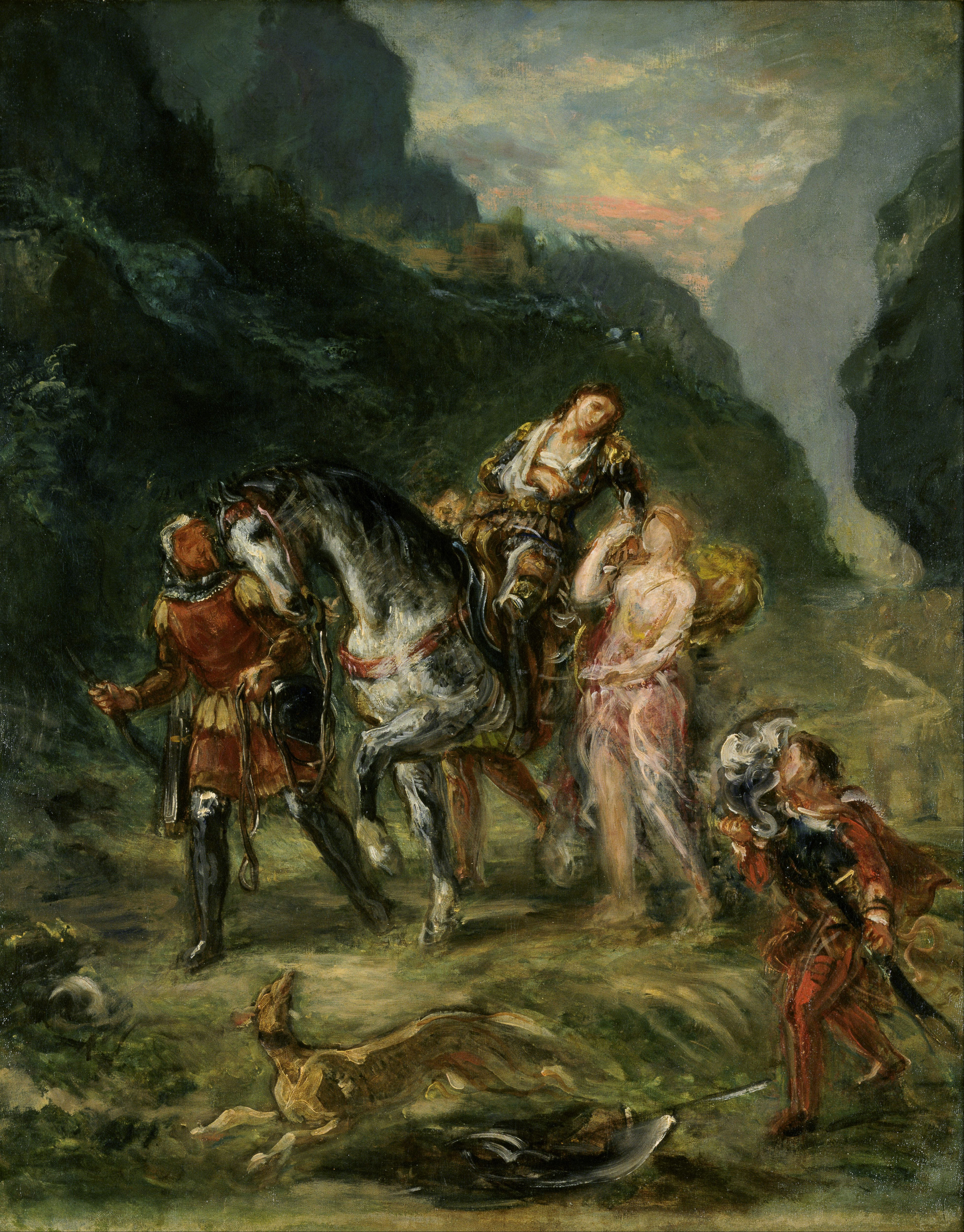
Eugène Delacroix, Angélique et Médor blessé, vers 1860, Sydney, Galerie d'art de Nouvelle-Galles du Sud.
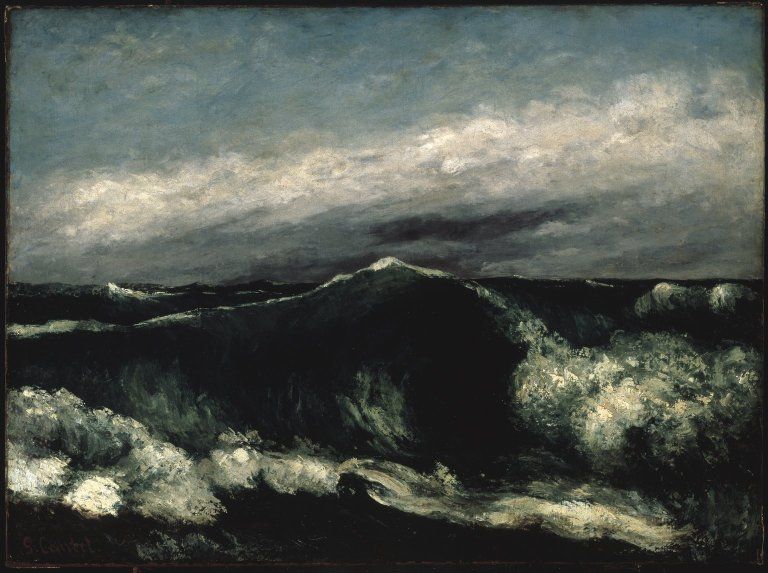
Gustave Courbet, La Vague, vers 1869, Brooklyn Museum.
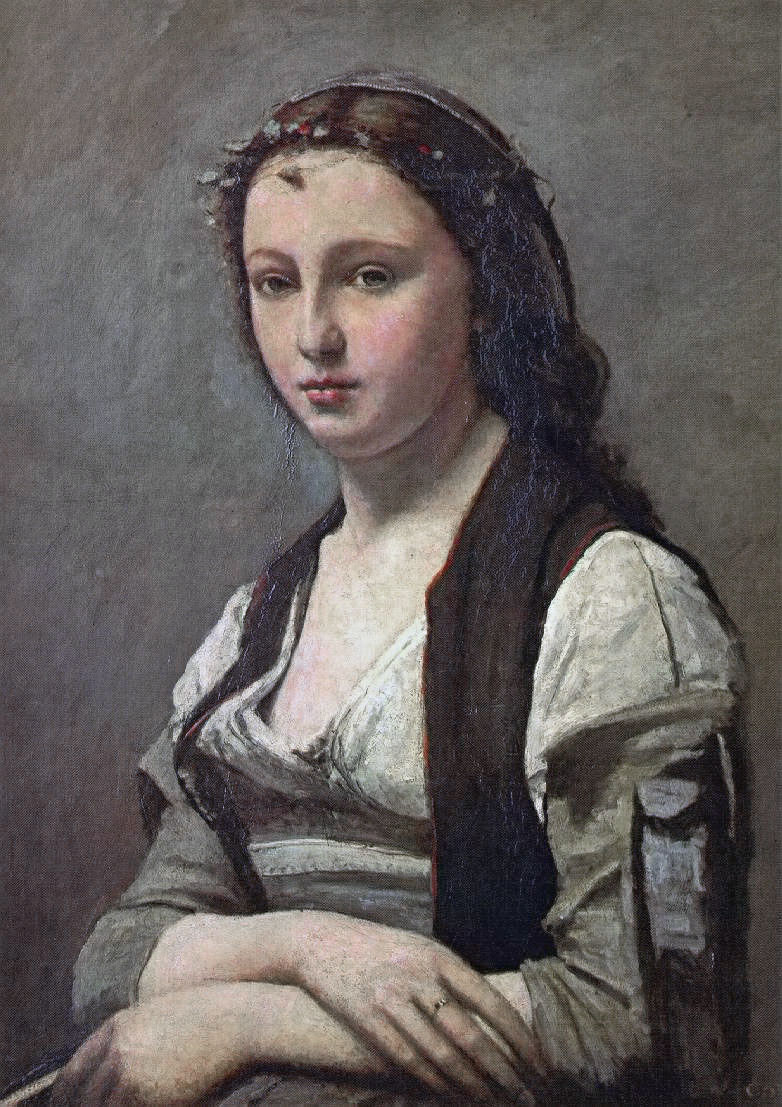
Camille Corot, La Femme à la perle, vers 1868-1870, Paris, Musée du Louvre.
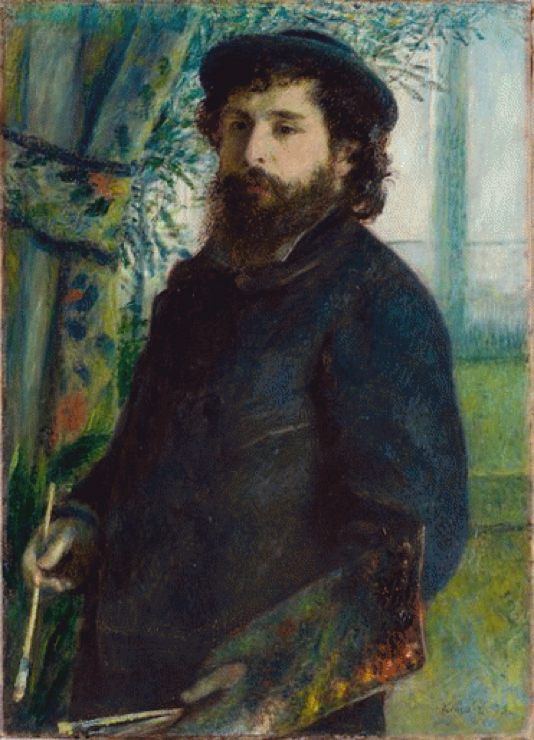
Auguste Renoir, Portrait de Claude Monet, 1875, Paris, Musée d'Orsay.
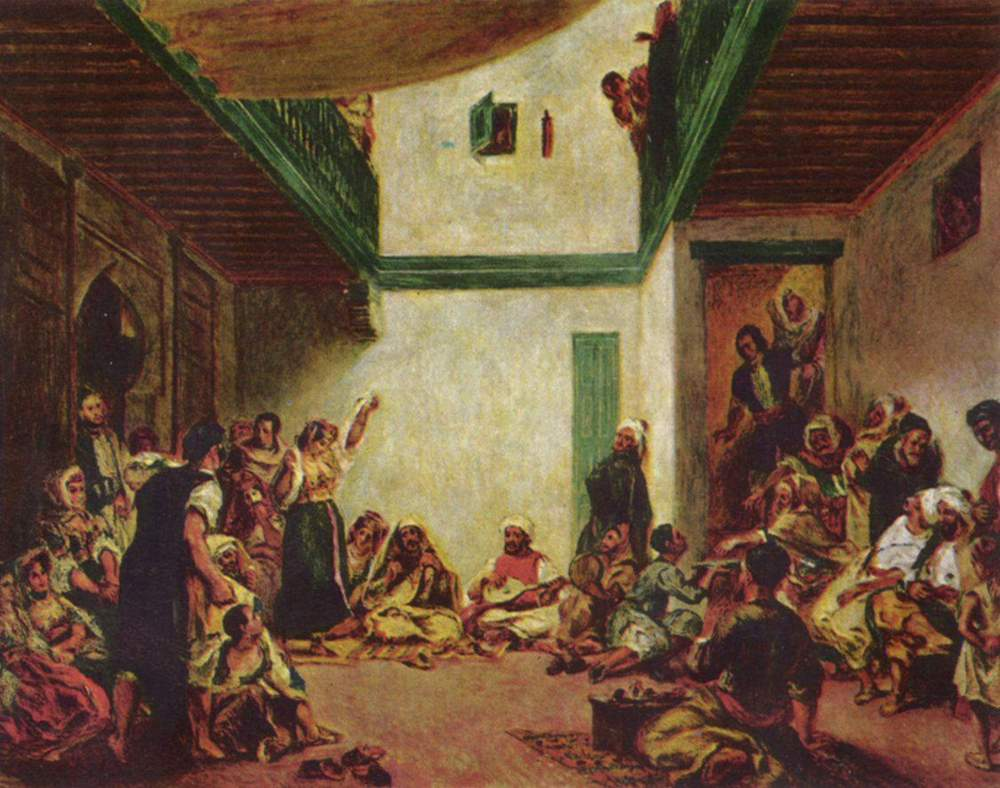
Auguste Renoir, copie de La Noce juive de Delacroix, 1876, Worcester Art Museum.